# ایستگاه متروی برنت کراس
ایستگاه متروی برنت کراس (انگلیسی: Brent Cross tube station) یکی از ایستگاه‌های خط شمالی متروی لندن است.
این ایستگاه که در منطقه بارنت لندن قرار دارد در سال ۱۹۲۳ میلادی تأسیس شده است.

## نگارخانه

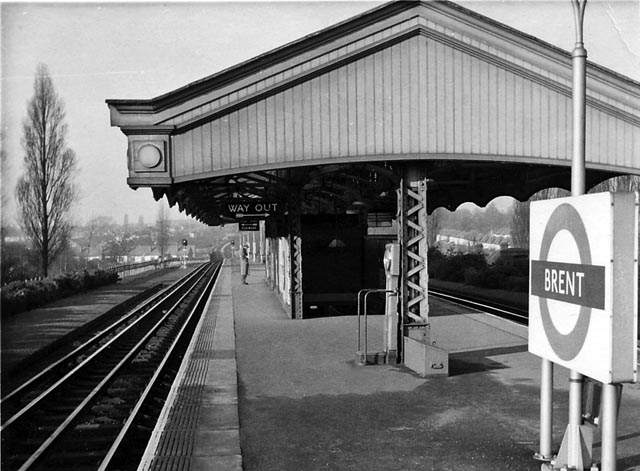
View westward, towards Edgware in 1961
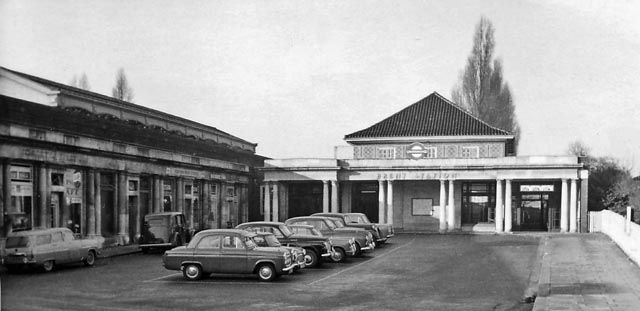
View NW towards Edgware from station entrance in 1961
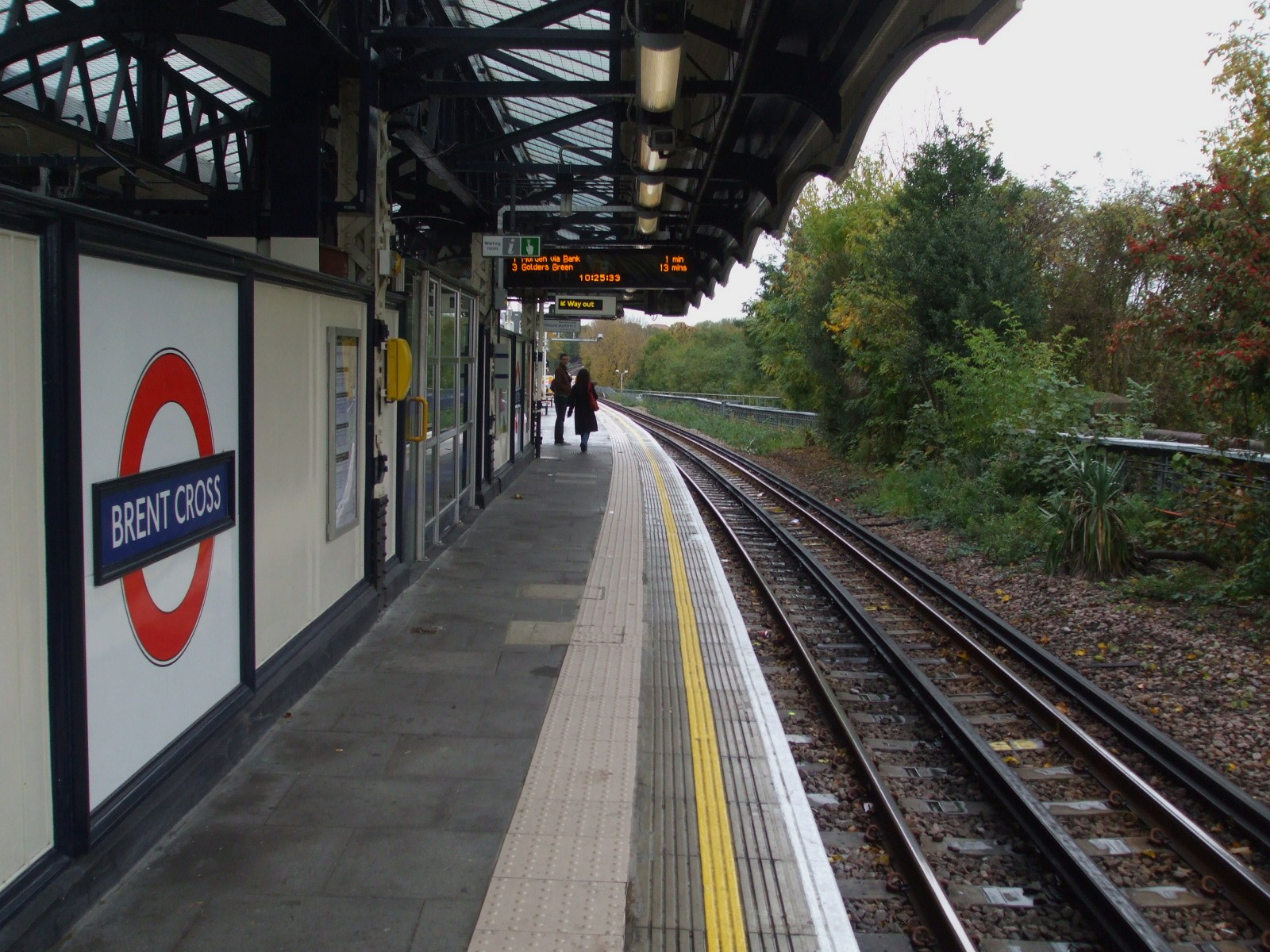
Island platform looking north
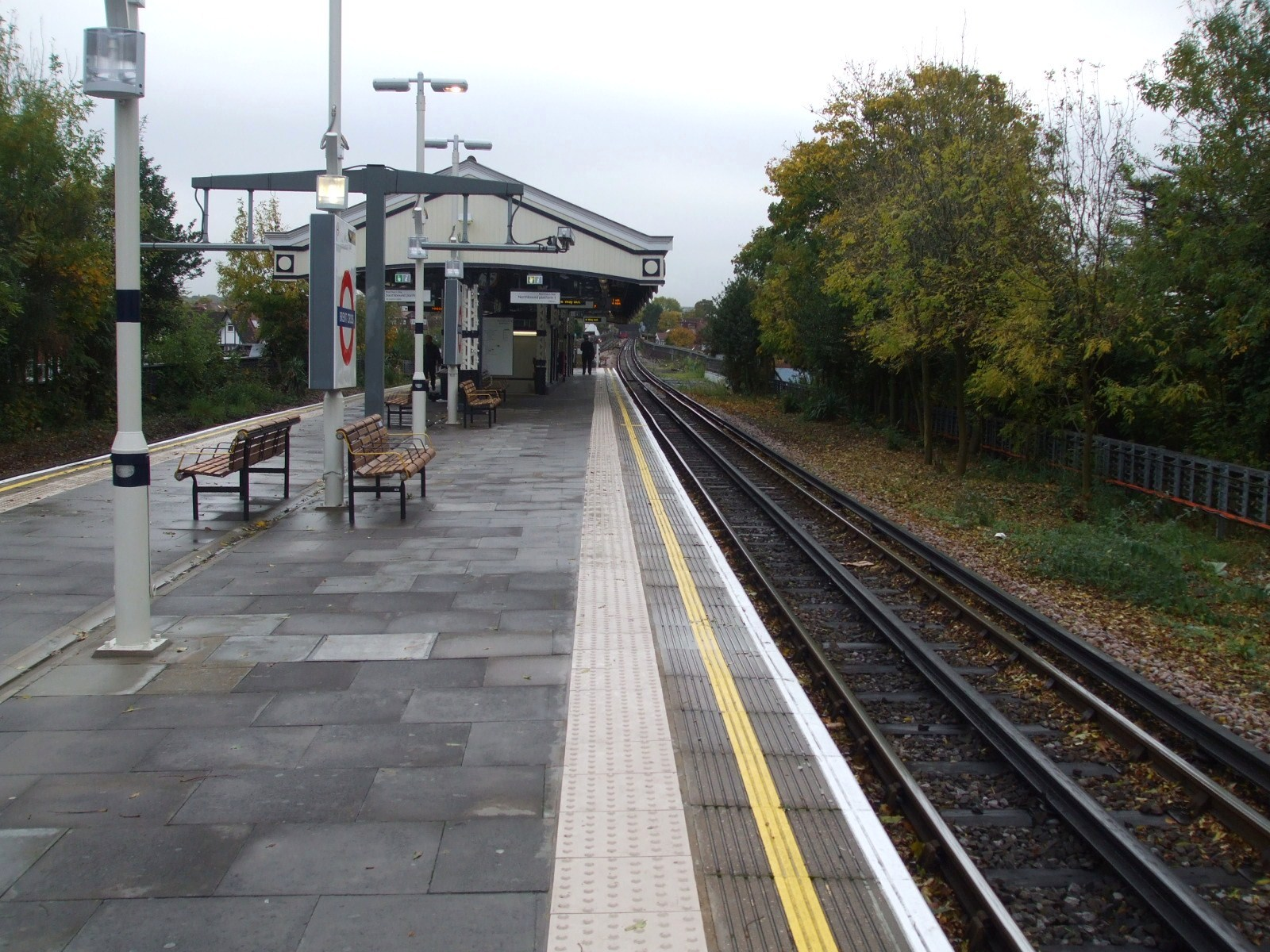
Island platform looking south
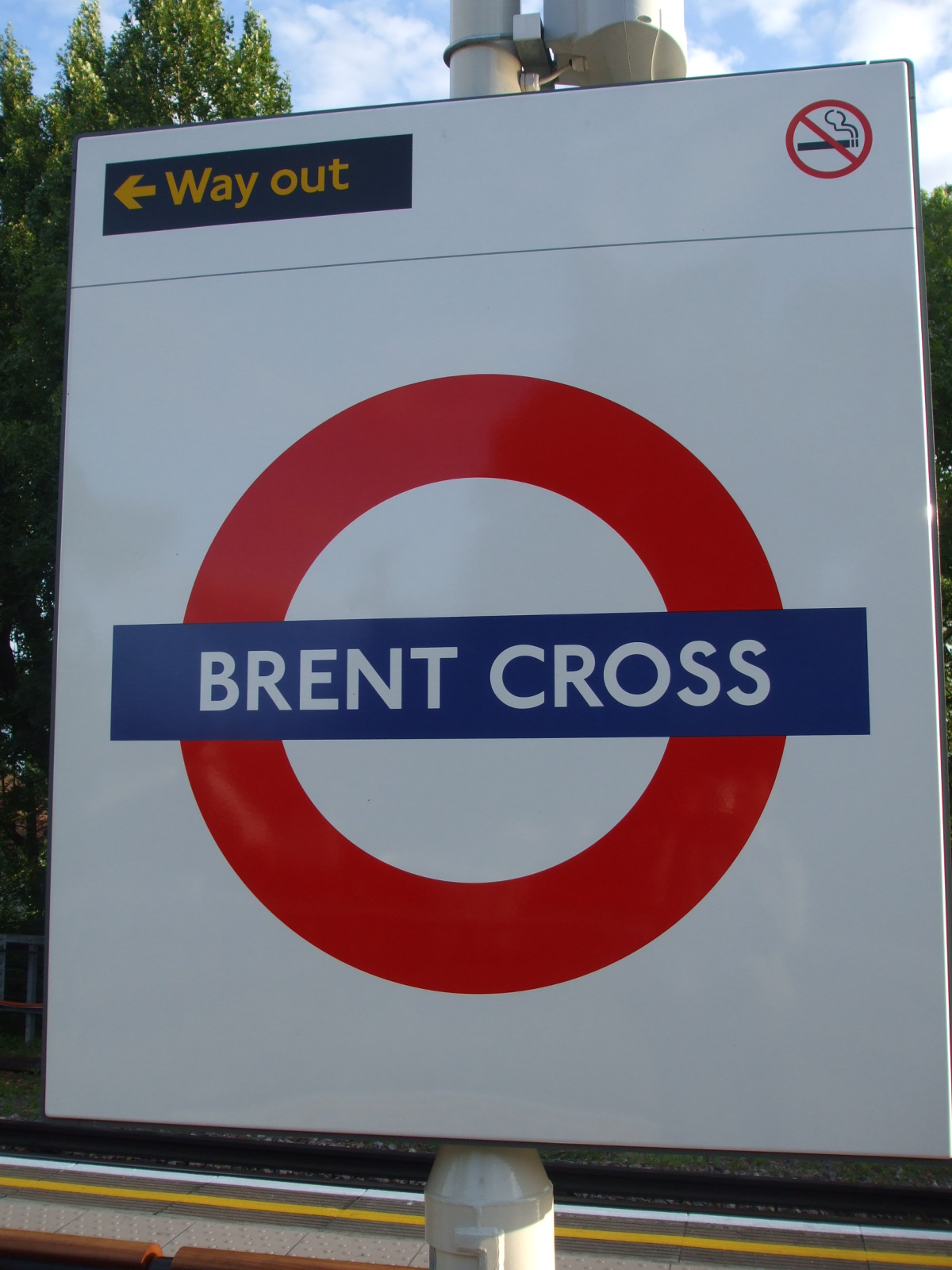
Roundel on southbound platform face
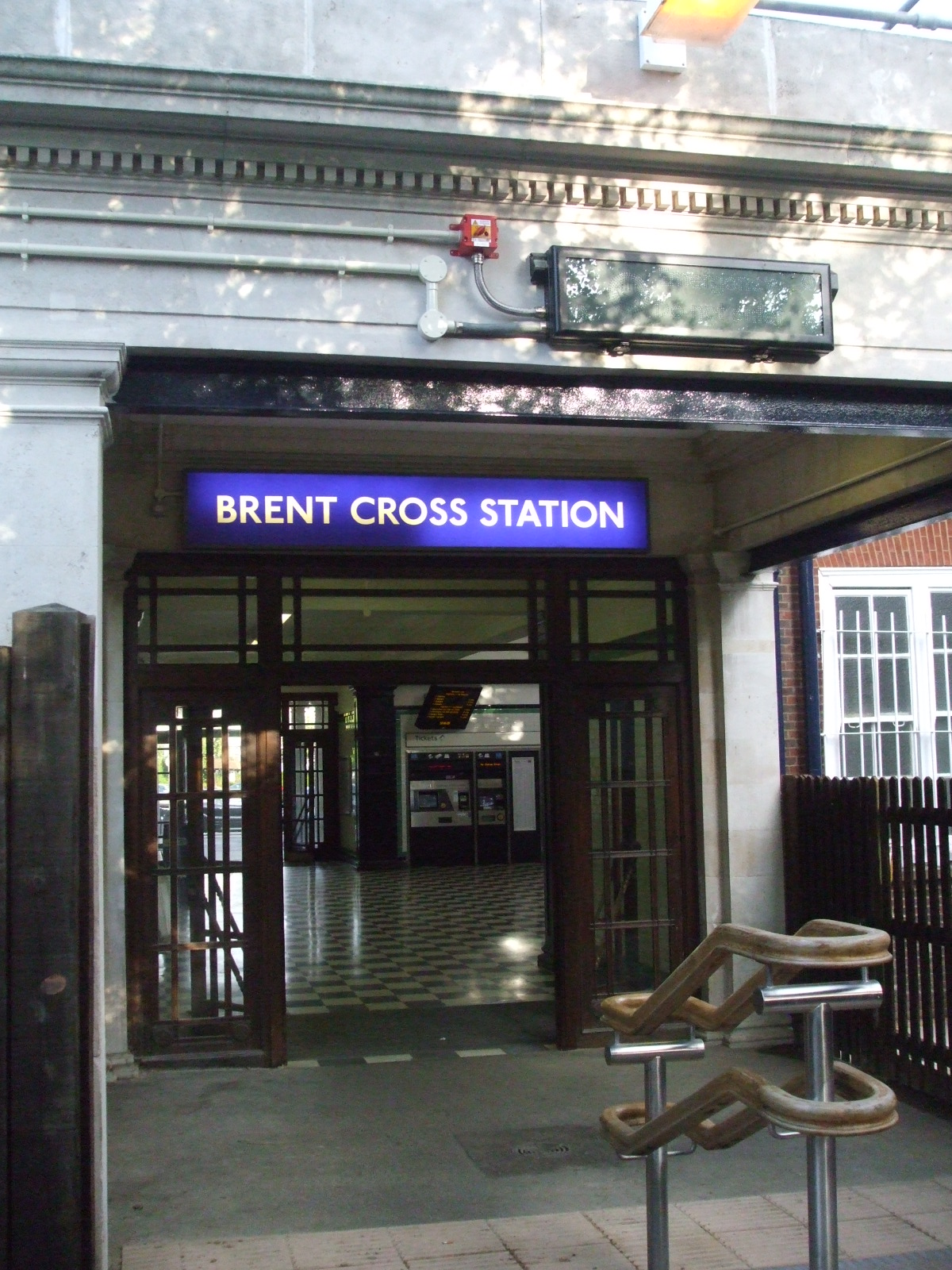
Alternative entrance to the rear (north) of the main building